# NGC 2453
NGC 2453 é um aglomerado aberto na direção da constelação de Puppis. O objeto foi descoberto pelo astrônomo John Herschel em 1837, usando um telescópio refletor com abertura de 18,6 polegadas. Devido a sua moderada magnitude aparente (+8,3), é visível apenas com telescópios amadores ou com equipamentos superiores. 